# 昌國王
睦（？—前748年），是古朝鲜之箕子朝鲜的君主，子姓。东史年表认为在位於前761年至前748年，諡號昌國王（韓語：창국왕），後王位由兒子平繼承。